# Bactrocera makilingensis
Bactrocera makilingensis är en tvåvingeart som beskrevs av Drew och Albany Hancock 1994. Bactrocera makilingensis ingår i släktet Bactrocera och familjen borrflugor. Inga underarter finns listade.